# Petrohrad (okres Louny)
Petrohrad (německy Petersburg) je obec v okrese Louny v Ústeckém kraji. Žije v ní 620 obyvatel. Vesnice se nachází v nadmořské výšce 365 metrů.

## Historie
Název obce se odvozuje od jména Petra z Janovic, který byl majitelem zdejšího panství v letech 1358–1371 a který je považován za zakladatele zdejšího hradu Petrohradu (Petršpurku). Petr z Janovic v roce 1374 skoupil okolní statky a ty od onoho roku vlastnili jeho synové Purkart, Jenec, Jetřich a Petr.
Roku 1483 odkoupili od pánů z Janovic hrad Petrohrad a okolní panství Guttenštejnové. Později v důsledku sňatku přešel tento majetek na rod Libštejnských z Kolowrat. Držitel Petršpurku začal již v roce 1559 budovat pod hradem renesanční zámek coby nové panské sídlo.
V roce 1622 zámek koupil za 98 000 kop míšeňských grošů Heřman Černín z Chudenic. V držení tohoto rodu byl tento majetek až do poloviny 20. století – Černínové zde sídlili až do května roku 1945.
V roce 1895 došlo ke spojení obcí Chlumčany a Petrohrad (Petršpurk) pod společným názvem Petrohrad. V roce 1938 byl Petrohrad spolu s okolními obcemi na základě Mnichovské dohody připojen k Německé říši. V roce 1960 bylo rozhodnuto o administrativním spojení obcí Petrohrad, Černčice a Bílenec. Na základě rozhodnutí vyšších orgánů byla v roce 1981 tato obec zrušena a následně připojena ke Kryrům. Po roce 1989 usilovali občané o navrácení k původnímu stavu a od roku 1990 je Petrohrad opět samostatnou obcí.
Podobně, jako je spjata historie vsi Petrohradu s místním hradem, stejně byl v minulých staletích spojen i osud vsi Bílence se zdejším hradem Šprymberkem a rodem pánů z Janovic.

## Přírodní poměry
Jižně od vesnice se nachází kóta Špičník (též Kozinec), na jejímž severním úbočí na povrch vystupují přirozené výchozy biotitického granodioritu s vyrostlicemi živců (tzv. Petrohradské skály). V blízkém lomu bylo stáří horniny určeno na 488 ± 24 Ma. Na skalách jsou patrné projevy mrazového zvětrávání.

## Obyvatelstvo
Při sčítání lidu v roce 1921 ve vsi žilo 831 obyvatel (z toho 389 mužů), z nichž bylo 145 Čechoslováků, 662 Němců, jeden příslušník jiné národnosti a 23 cizinců. Většina se hlásila k římskokatolické círvi, ale sedmnáct lidí patřilo k církvi izraelské, jeden k církvi československé, dva byli evangelíci a dva patřili k nezjišťovaným církvím. Podle sčítání lidu z roku 1930 měla vesnice 914 obyvatel: 220 Čechoslováků, 683 Němců a jedenáct cizinců. Stále převažovala výrazná římskokatolická většina, ale žilo zde také šestnáct evangelíků, jeden člen církve československé, třináct židů, osm příslušníků nezjišťovaných církví a jedenáct lidí bez vyznání.
| Obec Petrohrad | Obec Petrohrad | Obec Petrohrad | Obec Petrohrad | Obec Petrohrad | Obec Petrohrad | Obec Petrohrad | Obec Petrohrad | Obec Petrohrad | Obec Petrohrad | Obec Petrohrad | Obec Petrohrad | Obec Petrohrad | Obec Petrohrad | Obec Petrohrad |
| | 1869           | 1880           | 1890           | 1900           | 1910           | 1921           | 1930           | 1950           | 1961           | 1970           | 1980           | 1991           | 2001           | 2011           |
| --- | -------------- | -------------- | -------------- | -------------- | -------------- | -------------- | -------------- | -------------- | -------------- | -------------- | -------------- | -------------- | -------------- | -------------- |
| Obyvatelé | 1 092          | 1 241          | 1 194          | 1 232          | 1 281          | 1 458          | 1 590          | 929            | 1 055          | 1 029          | 853            | 729            | 690            | 749            |
| Místní část Petrohrad |                |                |                |                |                |                |                |                |                |                |                |                |                |                |
| Obyvatelé | 646            | 776            | 690            | 696            | 702            | 831            | 914            | 579            | 724            | 767            | 670            | 548            | 524            | 567            |
| Domy | 63             | 76             | 82             | 84             | 95             | 104            | 165            | 168            | 227            | 137            | 134            | 152            | 160            | 127            |
| Tabulka zahrnuje také údaje Chlumčan (dnes součást Petrohradu). Data z roku 1961 zahrnují i domy z místních částí Bílenec a Černčice. |                |                |                |                |                |                |                |                |                |                |                |                |                |                |

## Obecní správa
Obecní úřad v Petrohradě vydává místní zpravodaj, který pod názvem Lunaria vychází pravidelně každý měsíc. Zpravodaj obsahuje nejen informace o aktuálních událostech, ale také detailní popis jednotlivých míst a objektů na území obce.

### Části obce
- Petrohrad
- Bílenec
- Černčice

## Pamětihodnosti
- Na jihozápadním okraji vesnice stojí petrohradský zámek ze druhé poloviny sedmnáctého století,[4] ve kterém od roku 1952 funguje psychiatrická léčebna.[14] Po skončení druhé světové války se zámek dostal do vlastnictví státu a byl prohlášen památkovým objektem. Až do roku 1952 spravovalo jedno křídlo budovy ministerstvo zemědělství. Druhá část objektu sloužila jako zázemí výcvikového střediska pro parašutisty, které zde zřídilo ministerstvo školství a tělovýchovy. Poté zde bylo z podnětu hlavního psychiatra ČSR J. Prokůpka založeno léčebné psychiatrické zařízení s 200 lůžky a v březnu roku 1952 sem byli umístěni první pacienti. Psychiatrická léčebna Petrohrad má od roku 2003 kapacitu 150 lůžek.[6]
- přírodní památka Háj Petra Bezruče – nachází se jižně od obce, parkově upravené smíšené porosty na žulových skalách[15]
- zřícenina hradu Petrohrad (Petršpurk)
- kaple Všech svatých – na kopci jihozápadně od obce
- kaplička – směrem k Jesenici
- Zádušní zvonička
- socha svatého Jana Nepomuckého – směrem k Jesenici
- socha svatého Jana Nepomuckého – na návsi
- zemědělský dvůr u zámku
- pivovar – stojí severně od obce u silnice do Černčice; kulturní a technická památka
- Dub v Bažantnici Petrohrad – památný strom, roste na okraji Bažantnice u cesty za bytovkami[16]
- Dub v Petrohradě – památný strom, roste v zámeckém parku u křížku vpravo, u silnice Stebno-Petrohrad[17]

## Horolezectví
Petrohradské skály, které se nacházejí na katastru obce v okolí zříceniny hradu Petrohrad (Petršpurk), jsou vyhlášenou horolezeckou lokalitou. Zdejší stěnky, věžičky a balvany jsou maximálně 10–15 metrů vysoké a jsou tvořeny hrubozrnnou žulou. Žulové balvany v této oblasti skýtají především ideální podmínky pro provozování boulderingu. V jarním období je každoročně v Petrohradě pořádáno pod názvem Petrohradské padání soutěžní setkání vyznavačů tohoto sportu.

## Galerie

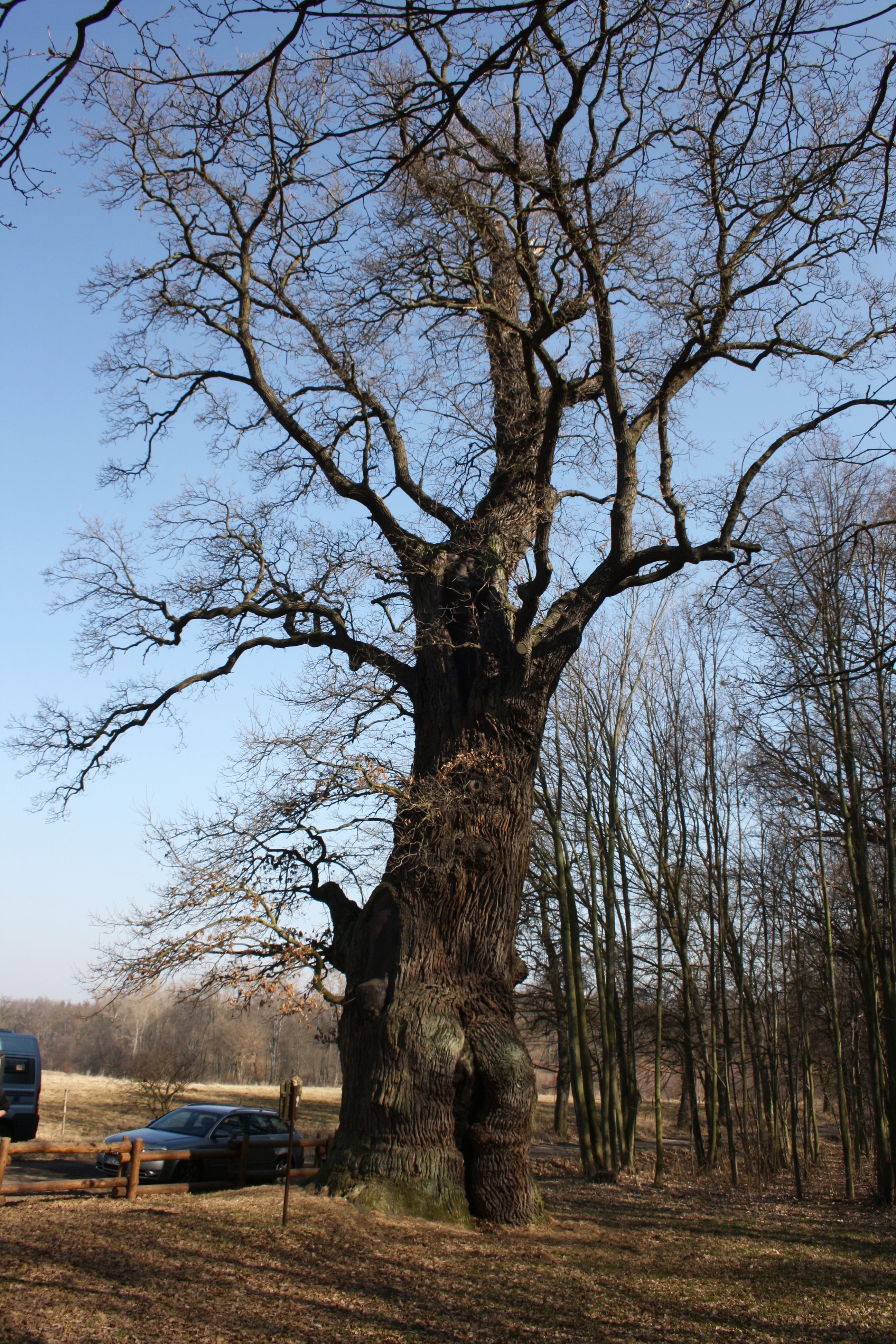
Petrohradský dub
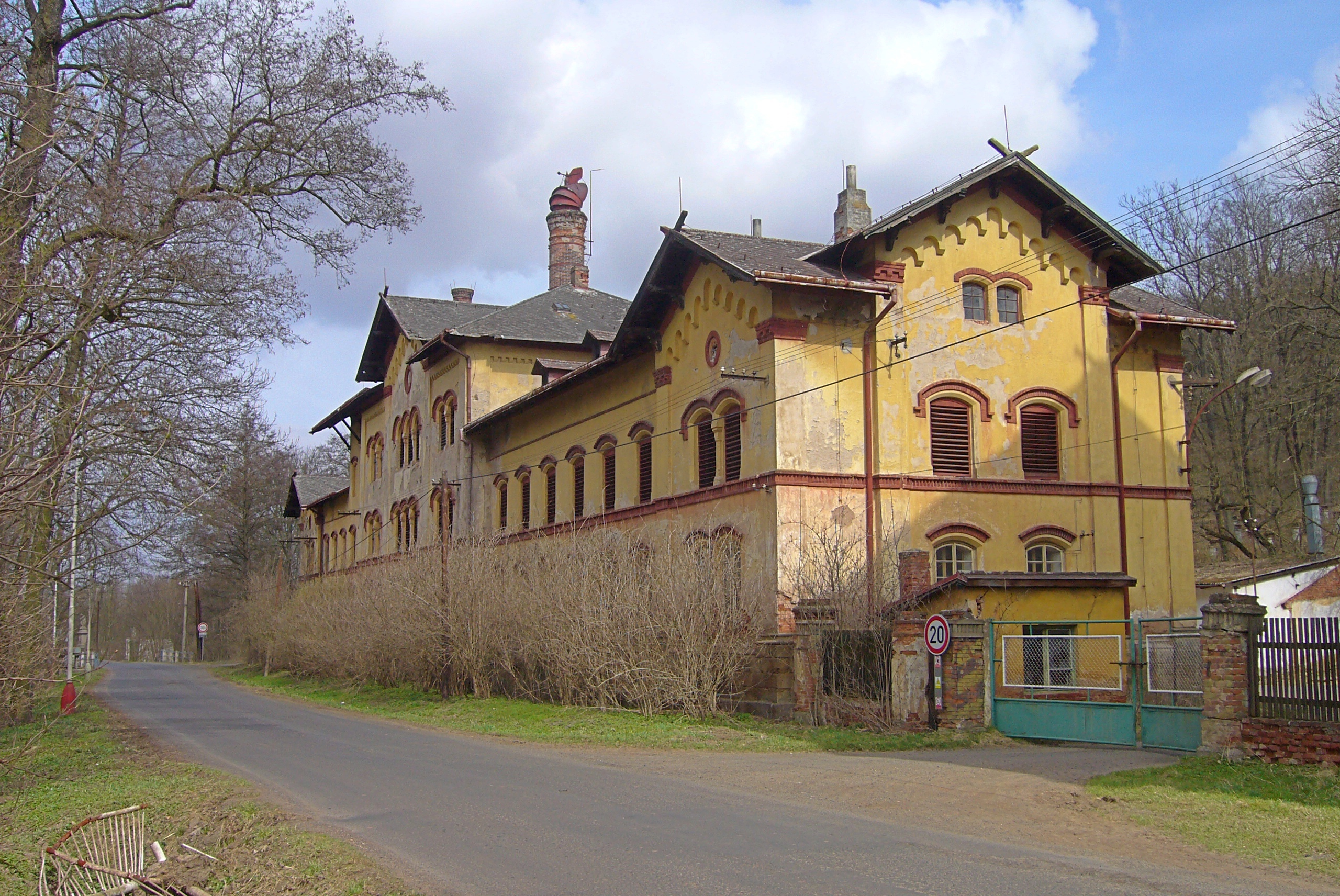
Bývalý pivovar
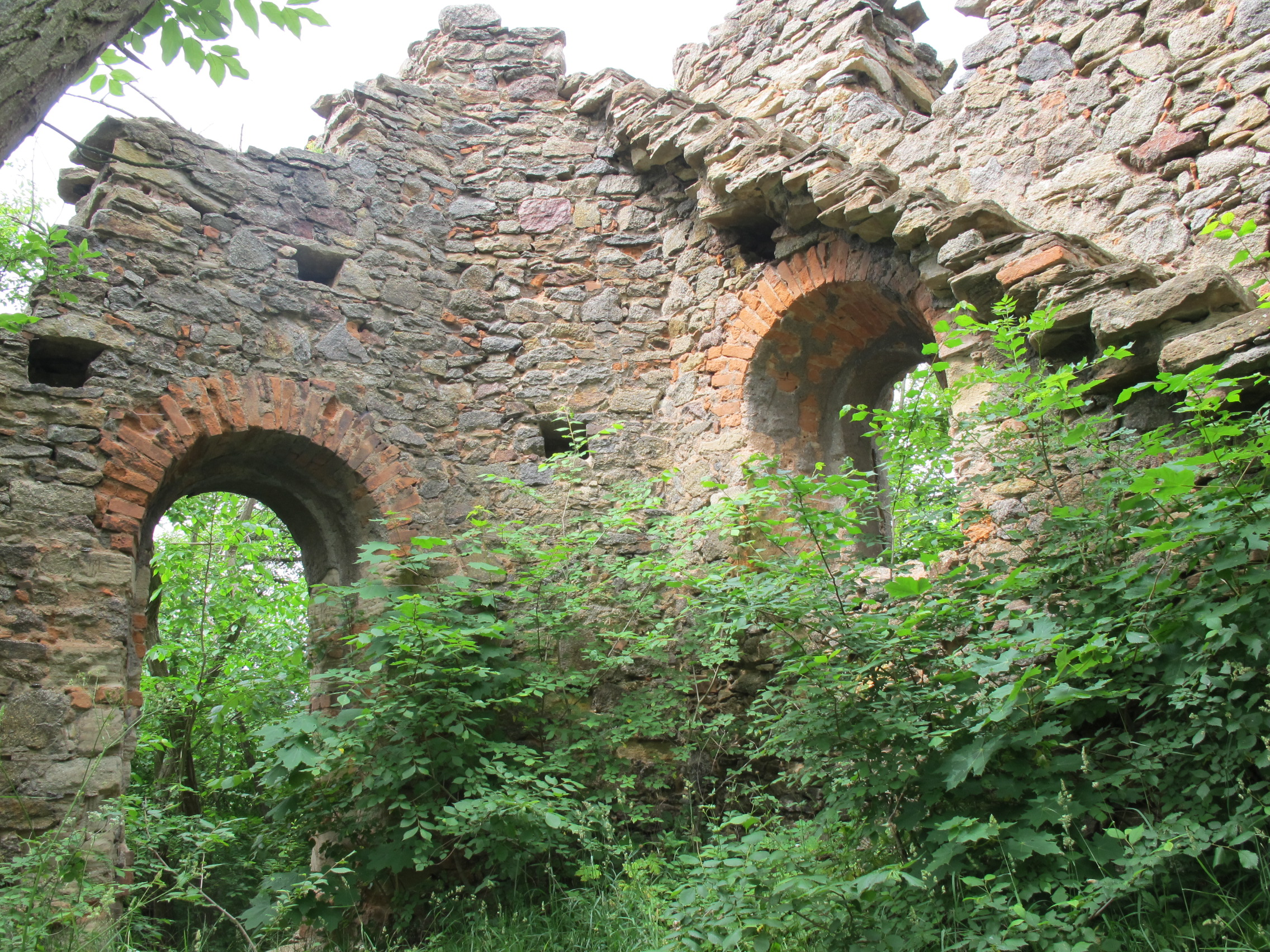
Romantická zřícenina hradu nad obcí
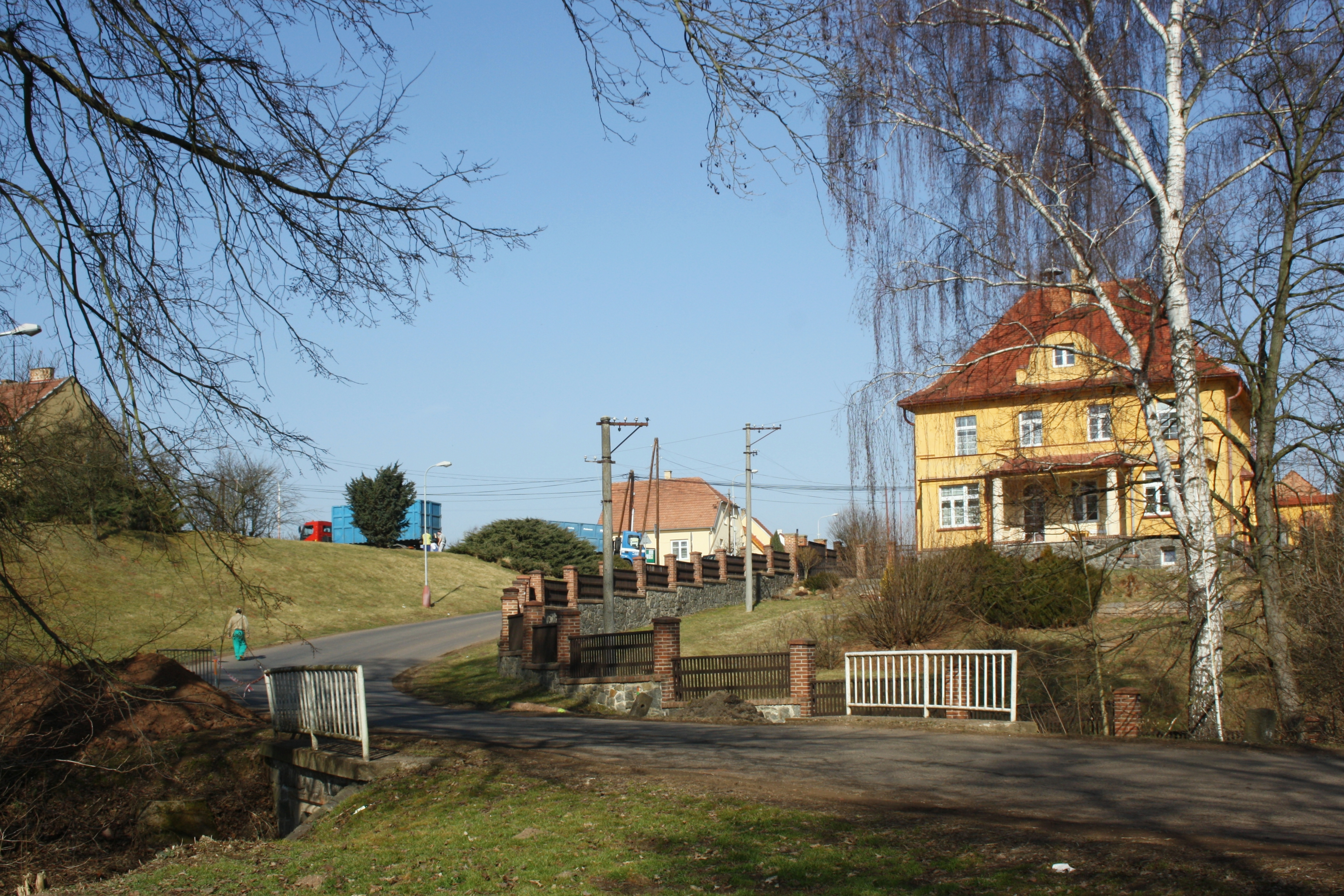
Budova obecního úřadu
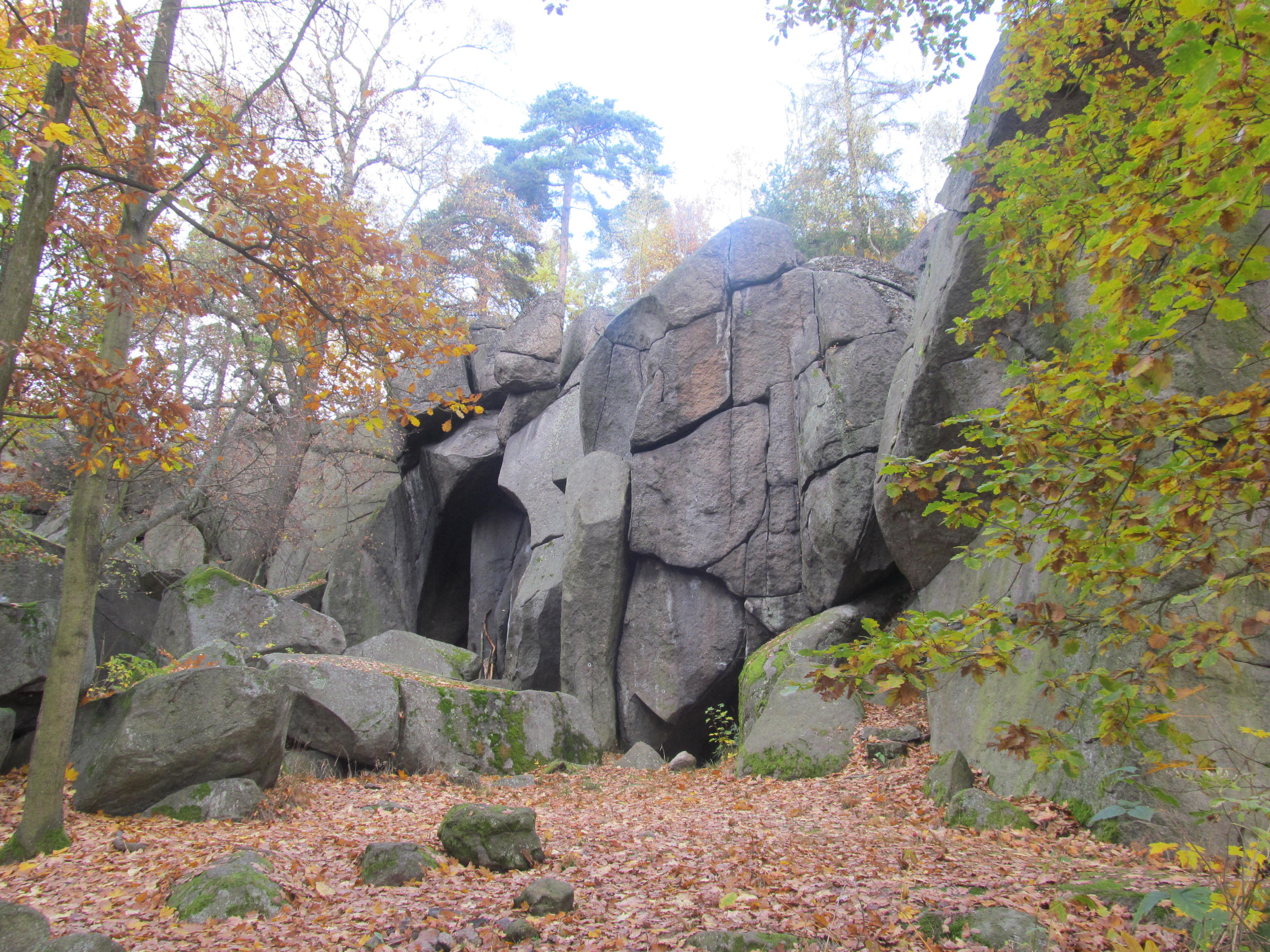
Petrohradské skály